# شرکت بیمه بریتانیا
شرکت بیمه بریتانیا (به انگلیسی: British Insurance) شرکت خدمات بیمه بریتانیایی مستقر در کولچستر، استان اسکس است. این شرکت بیمه انواع خسارت‌های پوششی و همچنین آسیب‌های منازل را پوشش می‌دهد.
شرکت بیمه بریتانیا همانند یک واسطه بین سازمان‌های وام‌دهنده و خسارت‌دیدگان عمل می‌کند. این شرکت خدمات خود را، به صورت برخط ارائه می‌نماید.